# 挑発Cherry Heart
「挑発Cherry Heart」は、姫宮みらんとチョコレートロッカーズ（生天目仁美）の2枚目のシングル。2009年10月23日にジェネオンエンタテインメントから発売された。

## 概要
前作「とまどいビターチューン」から約1年3ヶ月ぶりのリリース。CDジャケットには、姫宮みらんが描かれている。
表題曲「挑発Cherry Heart」は、テレビアニメ『乃木坂春香の秘密 ぴゅあれっつぁ♪』のオープニングテーマ、カップリング曲の「風になれ!Lacross Heart! -ノクターン女学院ラクロス部-」は、テレビアニメ『乃木坂春香の秘密 ぴゅあれっつぁ♪』の劇中アニメ「ノクターン女学院ラクロス部」のオープニングテーマとして使用された。

## 収録曲
（全作詞：くまのきよみ）
1. 挑発Cherry Heart [4:04]
作曲：若林充、編曲：草野よしひろ
  - テレビアニメ『乃木坂春香の秘密 ぴゅあれっつぁ♪』オープニングテーマ
2. 風になれ!Lacross Heart! -ノクターン女学院ラクロス部- [4:40]
作曲・編曲：三浦誠司
  - テレビアニメ『乃木坂春香の秘密 ぴゅあれっつぁ♪』劇中アニメ ノクターン女学院ラクロス部 オープニングテーマ
3. 挑発Cherry Heart（Instrumental）
4. 風になれ!Lacross Heart! -ノクターン女学院ラクロス部-（Instrumental）

## 収録アルバム
| 曲名                                                 | 収録アルバム | 発売日         | 備考                  |
| ---------------------------------------------------- | ------------ | -------------- | --------------------- |
| 挑発Cherry Heart                                     | Sweets       | 2009年12月23日 | 8枚目のミニアルバム。 |
| 風になれ!Lacross Heart! -ノクターン女学院ラクロス部- | Sweets       | 2009年12月23日 | 8枚目のミニアルバム。 |